# IMessage
iMessage — технология и служба обмена мгновенными сообщениями, разработанная Apple и используемая в iOS начиная с iOS 5 и macOS начиная с версии 10.8.

## История
- Технология и служба iMessage были анонсированы Скоттом Форстоллом 6 июня 2011 года на конференции разработчиков WWDC2011.
- В версию iOS 5.0 (от 12.10.2011) Apple включила приложение Сообщения, использовавшее все возможности этой технологии.
- 16 февраля 2012 года Apple объявила, что в новой OS X приложение Сообщения заменит прежнее приложение iChat и будет частью OS X Mountain Lion. OS X Mountain Lion c iMessages официально вышла 25 июля 2012 года.
- 10 декабря 2023 года Apple заблокировала для Android приложений возможность обмениваться сообщениями с пользователями iMessage[1].

## Возможности
iMessage позволяет отправлять/получать:
- текстовые сообщения;
- фотографии;
- видео;
- контактную информацию;
- документы;
- стикеры (в том числе Digital Touch), а также анимированные смайлы Memoji;
- музыку из Apple Music;
- денежные переводы при наличии Apple Card (только для США);
- контент других приложений, которые поддерживают iMessage.

Также возможны групповые чаты через сети Wi-Fi или 3G/4G/5G другим пользователям iOS или macOS, таким образом обеспечивая альтернативу стандартным SMS-сообщениям, посылаемым через сотовые сети.
Для разнообразия выражения эмоций и контекста в программе предусмотрена анимационная отправка и получение собеседником сообщений с различными эффектами («невидимка», с «эхом», с «шариками», с «конфетти», с «фейерверком» и другими).

## Технология
В ходе презентации функции iMessage Стив Джобс пообещал открыть доступ к API всем разработчикам и заявил, что в будущем протокол станет open-source. Однако после его смерти руководство компании больше не возвращалось к этому вопросу, и данная функция доступна лишь в iOS и macOS.
iMessage может использовать в качестве идентификатора пользователя как адрес электронной почты, привязанный к Apple ID, так и номер телефона SIM-карт, используемых в iPhone или iPad, необязательно привязанный к Apple ID. Для активации использования номера телефона в качестве идентификатора устройство отправляет SMS-сообщение в службу Apple. В России, в зависимости от оператора, за активационное сообщение взимается приблизительно от 5 до 15 российских рублей.
Хотя есть источники, утверждающие, что протокол iMessage основывается на XMPP, протокол фактически основан на Apple Push Notification Service (APNS) — собственном протоколе синхронной передачи бинарных данных.
Точно так же, как APNS, iMessage настраивает соединение проверки активности с серверами Apple. У каждого соединения есть свой собственный уникальный код, который действует как идентификатор для маршрута, который должен использоваться, чтобы отправить сообщение на определенное устройство. Соединение зашифровано TLS с использованием клиентского сертификата, который требует устройство для активации iMessage.
Независимые исследователи показали явную связь длины зашифрованных сообщений и текстов, отправляемых пользователями iMessage. На базе используемых наборов длин сообщений и их временного распределения они также смогли с высокой точностью определять действия пользователей (получение сообщений, отправление сообщений, пересылку файлов), класс используемой операционной системы (настольная или мобильная) и язык отправляемых текстов.

## Комментарии
1. ↑  Тажке цена SMS-сообщения может зависеть от подключённого пакета услуг, поскольку оно отправляется за рубеж.